# Трење
Под трењем се подразумева отпор парова површина два тела при њиховом релативном кретању, изазван клизањем, котрљањем или клизно-котрљајним кретањем. Трење се супротставља релативном кретању тела. Трење које се јавља на додирним површинама два тела означава се као спољашње трење. Спољашње трење које се јавља између чврстих тела не зависи од површине додирних површина. Разликује се од унутрашњег трења, које настаје при релативном кретању елемената унутар запремине чврстих, течних или гасовитих тела. Трење при кретању назива се кинетичко трење и настаје код релативног међусобног кретања два тела. Трење при мировању назива се статичко трење и постоји између два тела која мирују ако у равни додира делују одговарајуће силе или моменти, који још увек не доводе до релативног кретања тела.
Трење је сила која се противи клизању једнога тела уз друго док се тела међусобно притискају, а делује у подручју додира. Када дође до таквог клизања, на поједино тело трење делује у супротном смеру од брзине којом клиже уз друго тело, и зове се трење клизања. Трење клизања претвара кинетичку енергију у топлоту. Статичко трење спречава клизање, и једнаког је износа а супротног смера од збира осталих сила које покушавају да изазову клизање. Ако се те силе повећавају, те њихов збир премаши максимални могући износ статичког трења (граничну вредност), почиње клизање а статичко трење се претвара у трење клизања. Гранична вредност статичког трења најчешће се не разликује значајно од износа трења клизања, али понекад може бити и знатно већа (на пример метал на металу или стакло на стаклу), а у ретким случајевима и мало мања. Износ силе трења не зависи непосредно од величине додирне површине, него само од хемијског састава и обради површина. Трење је последица хемијског међуделовања (електричне силе) материјала који су у додиру.

## Сила трења
Сила трења је сила која се јавља при контакту са површинама код којих трење није занемарљиво. Када се објекат креће у односу на подлогу на којој се налази, сила трења се рачуна као производ нормалне силе ({\displaystyle F_{N}}) и кинетичког коефицијента трења ({\displaystyle \mu _{k}}):
{\displaystyle F_{tr}=\mu _{k}F_{N}}
С друге стране, из свакодневног живота познато нам је да објекат може да мирује на површини под нагибом. Разлог за то је сила статичког трења. Максимална вредност силе статичког трења дата је производом нормалне силе ({\displaystyle F_{N}}) и статичког коефицијента трења ({\displaystyle \mu _{s}}):
{\displaystyle F_{max}=\mu _{s}F_{N}}
Када се нормална сила повећа толико да сила статичког трења достигне максималну вредност, сила статичког трења више није довољна да задржи објекат у мировању и долази до кретања.

## Врсте трења

### Трење мировања
Трење мировања отпор је почетку кретања тела. Искуство показује да је сила потребна за одржавање кретања мања од силе потребне за покретање тела и да је трење највеће непосредно пре почетка кретања. Због тога је на пример зауставни пут аутомобила краћи ако точкови нису до краја блокирани (АБС систем кочења).

### Трење клизања
Трење клизања сразмерно је компоненти силе којом тело делује нормално на подлогу, то јест сили којом једна површина притиска другу. Сила која подржава клизање некога тела једноликом брзином износом је једнака сили трења, али супротног је смера. Ако на тело које се креће не делује сила у смеру његовог кретања, тело ће се због трења након неког времена зауставити. Што је трење веће, заустављање је брже. Трењем кинетичка енергија тела прелази у топлоту. Тај се учинак може и искористити, на пример главица шибице трењем се може загрејати на температуру потребну да се смеса запали.

#### Износ трења клизања
Износ трења клизања између два тела пропорционалан је сили којом се тела међусобно стискају на површини додира. У најједноставнијем случају равне додирне површине, износ трења клизања {\displaystyle \scriptstyle T} računa se tako da se ukupni iznos sile {\displaystyle \scriptstyle N} којом једно тело притиска друго помножи бројем који се зове коефицијент трења клизања {\displaystyle \scriptstyle \mu }:
{\displaystyle T=\mu N\,.}
Коефицијент трења клизања зависи од врсте и обраде додирних површина; на пример за аутомобилску гуму на сувом асфалту износи око 0,80 - 0,85 (ако гума није излизана), а за исту гуму на мокром асфалту око 0,45 - 0,50, док је на залеђеном коловозу само 0,05 - 0,10. Износ силе којом једно тело притиска друго уобичајено се обележава словом {\displaystyle \scriptstyle N}, зато што та сила делује нормално, тј. у смеру нормале, на додирну површину и смер клизања.
На скици десно приказан је једноставан пример трења за тело које клиже по водоравној подлози зато што га гура водоравна сила {\displaystyle \scriptstyle {\vec {F}}} (подлога је друго тело, које се сматра великим и непомичним, односно чије кретање није важно). На левој страни скице уцртане су силе које делују на тело, а на десној силе којима тело делује на подлогу.
На тело делује тежина {\displaystyle \scriptstyle {\vec {G}}} којом га привлачи Земља; због тежине тело притиска на подлогу (која му не допушта кретање у томе смеру) једнаком силом {\displaystyle \scriptstyle {\vec {P}}} (десна страна скице). На силу {\displaystyle \scriptstyle {\vec {P}}} подлога узвраћа (закон акције и реакције) нормалном реакцијом {\displaystyle \scriptstyle {\vec {N}}} која у супротном смеру делује на тело. Тако се вертикалне силе на тело ({\displaystyle \scriptstyle {\vec {G}}} i {\displaystyle \scriptstyle {\vec {N}}}) поништавају.
Сила {\displaystyle \scriptstyle {\vec {F}}} покреће и убрзава клизање тела по подлози. Због тога се тело таре о подлогу, тј. делује на њу силом трења која је на десној страни скице означена као {\displaystyle \scriptstyle {\vec {T}}_{t}}. На ту силу подлога узвраћа (закон акције и реакције) силом трења {\displaystyle \scriptstyle {\vec {T}}} која у супротном смеру делује на тело. Укратко, деловању силе {\displaystyle \scriptstyle {\vec {F}}} на тело супротставља се сила трења клизања {\displaystyle \scriptstyle {\vec {T}}}, чији се износ рачуна према горе наведеној формули, и умањује убрзање тела.
У рутинском решавању проблема с трењем није заправо потребно спроводити описану узрочно-последичну анализу сила. У наведеном примеру, довољно је само приказати све силе које делују на тело (лева страна скице) и одредити убрзање тела помоћу Њутновог темељног закона кретања: векторски збир сила једнак је умношку масе и убрзања. Убрзање је у смеру силе {\displaystyle \scriptstyle {\vec {F}}}, а противи му се {\displaystyle \scriptstyle {\vec {T}}}, те је: {\displaystyle \scriptstyle F-T=ma}. У вертикалном смеру нема убрзања, што значи да векторски збир вертикалних сила износи нула, тј. {\displaystyle \scriptstyle N=G}, чиме се добија износ нормалне реакције помоћу којега се рачуна трење {\displaystyle \scriptstyle T=\mu N}. Уврштавајући за износ тежине {\displaystyle \scriptstyle G=mg} коначно се добија једначина за акцелерацију {\displaystyle \scriptstyle F-\mu mg=ma}. Ако је сила која гура тело 20 N, маса ела 2 kg, а коефицијент трења 0,8, уврштавање даје 20 - 0,8 · 2 · 9,81 = 2a, те је убрзање a = 2,15 m/s2.
И у случају да систем сила није тако једноставан (нпр. тело је на косини а вуче га или гура више сила под произвољним угловима), проблем се решава на сличан начин. Тада у правилу нормална реакција подлоге (потребна за одређивање трења) неће бити једнака тежини тела, али се на сличан начин добија из темељног закона кретања, уз растављање сила у прикладно одабраном координатном систему. У горњем једноставном примеру, уместо формалног увођења координатног система, кориштено је раздвајање сила на водоравне и окомите.
Статичко трење (понекад се каже и трење мировања) спречава клизање које покушавају да узрокују друге силе. На пример, ако човек малом силом гура неки тежак ормар, ормар се не помиче. То значи да под делује на ормар тачно једнаком силом статичког трења у супротном смеру. Како човек мења износ силе којом гура, тако се мења и износ статичког трења (све док ормар мирује): статичко трење је управо онолико колико је потребно да спречи клизање. Статичко трење не може да премаши гранични износ {\displaystyle \scriptstyle T_{M}=\mu _{S}N} који се рачуна на исти начин као и трење клизања, али помоћу коефицијента статичког трења {\displaystyle \scriptstyle \mu _{S}} који је у правилу већи од коефицијента трења клизања {\displaystyle \scriptstyle \mu }. Стога се статичко трење у начелу описује релацијом:
{\displaystyle T\leq \mu _{\mathrm {S} }N}
За многе материјале {\displaystyle \scriptstyle \mu _{S}} је тек за неколико постотака већи од {\displaystyle \scriptstyle \mu }. Међутим за неке комбинације металних површина могу се разликовати и неколико пута, на пример за цинк на ливеном жељезу статички коефицијент је 0,85 док је коефицијент трења клизања само 0,21.

## Приближни коефицијенти трења
| Материјали               | Материјали                     | Статичко трење , {\displaystyle \mu _{\mathrm {s} }\,} | Статичко трење , {\displaystyle \mu _{\mathrm {s} }\,} | Кинетичко/клизајуће трење, {\displaystyle \mu _{\mathrm {k} }\,} | Кинетичко/клизајуће трење, {\displaystyle \mu _{\mathrm {k} }\,} |
| Материјали               | Материјали                     | Суво и чисто                                           | Подмазано                                              | Суво и чисто                                                     | Подмазано                                                        |
| ------------------------ | ------------------------------ | ------------------------------------------------------ | ------------------------------------------------------ | ---------------------------------------------------------------- | ---------------------------------------------------------------- |
| Алуминијум               | Челик                          | 0,61                                                   |                                                        | 0,47                                                             |                                                                  |
| Алуминијум               | Алуминијум                     | 1,05-1,35                                              | 0,3                                                    | 1,4-1,5                                                          |                                                                  |
| Злато                    | Злато                          |                                                        |                                                        | 2,5                                                              |                                                                  |
| Платина                  | Платина                        | 1,2                                                    | 0,25                                                   | 3,0                                                              |                                                                  |
| Сребро                   | Сребро                         | 1,4                                                    | 0,55                                                   | 1,5                                                              |                                                                  |
| Алуминска керамика       | Силицијумска нитридна керамика |                                                        |                                                        |                                                                  | 0,004 (влажно)                                                   |
|BAM (керамичка легура )      | Титанијум борид (TiB2)            | 0,04–0,05                                              | 0,02                                                   |                                                                  |                                                                  |
| Месинг                   | Челик                          | 0,35-0,51                                              | 0,19                                                   | 0,44                                                             |                                                                  |
| Ливено гвожђе            | Бакар                          | 1,05                                                   |                                                        | 0,29                                                             |                                                                  |
| Ливено гвожђе            | Цинк                           | 0,85                                                   |                                                        | 0,21                                                             |                                                                  |
| Бетон                    | Гума                           | 1,0                                                    | 0,30 (влажно)                                          | 0,6-0.85                                                         | 0,45-0,75 (влажно)                                               |
| Бетон                    | Дрво                           | 0,62                                                   |                                                        |                                                                  |                                                                  |
| Бакар                    | Стакло                         | 0,68                                                   |                                                        | 0,53                                                             |                                                                  |
| Бакар                    | Челик                          | 0,53                                                   |                                                        | 0,36                                                             | 0,18                                                             |
| Стакло                   | Стакло                         | 0,9-1,0                                                | 0,005–0,01                                             | 0,4                                                              | 0,09–0,116                                                       |
| Људски синовијални флуид | Људски хрскавица               |                                                        | 0,01                                                   |                                                                  | 0,003                                                            |
| Лед                      | Лед                            | 0,02-0,09                                              |                                                        |                                                                  |                                                                  |
| Полиетене                | Челик                          | 0,2                                                    | 0,2                                                    |                                                                  |                                                                  |
| (тефлон)                 | (тефлон)                       | 0,04                                                   | 0,04                                                   |                                                                  | 0,04                                                             |
| Челик                    | Лед                            | 0,03                                                   |                                                        |                                                                  |                                                                  |
| Челик                    | (тефлон)                       | 0,04-0,2                                               | 0,04                                                   |                                                                  | 0,04                                                             |
| Челик                    | Челик                          | 0,74-0,80                                              | 0,005–0,23                                             | 0,42-0,62                                                        | 0,029–0,19                                                       |
| Дрво                     | Метал                          | 0,2–0,6                                                | 0,2 (влажно)                                           | 0,49                                                             | 0,075                                                            |
| Дрво                     | Дрво                           | 0,25–0,62                                              | 0,2 (влажно)                                           | 0,32–0,48                                                        | 0,067–0,167                                                      |

Под одређеним условима неки материјали имају врло ниске коефицијенте трења. Пример је (високо уређени пиролитички) графит који може имати коефицијент трења испод 0,01. Овај режим ултра ниског трења назива се супермазивост.